# Steimke (Saksen-Anhalt)
Steimke is een plaats en voormalige gemeente in de Duitse deelstaat Saksen-Anhalt, en maakt deel uit van de Landkreis Altmarkkreis Salzwedel.
Steimke telt 423 inwoners.